# Richard Burgon
Richard Burgon (ur. 19 września 1980 w Leeds) – brytyjski polityk Partii Pracy, deputowany Izby Gmin.

## Działalność polityczna
Od 7 maja 2015 reprezentuje okręg wyborczy Leeds East w brytyjskiej Izbie Gmin.